# پل رومی آلبارگاس
پل رومی آلبارگاس (اسپانیایی: Puente romano sobre el río Albarregas‎) پلی رومی است که در شهر مریدا واقع شده است. این پل که از سنگ گرانیت ساخته شده، از روی رود آلبارگاس می‌گذرد؛ رودخانه‌ای که یکی از شاخه‌های فرعی رود گوادیانا به‌شمار می‌آید. پل بخشی از مسیر تاریخی «راه نقره» است.
این پل از سال ۱۹۱۲ تحت حفاظت قرار گرفته است. همچنین به‌عنوان یک «میراث فرهنگی ارزشمند» به ثبت رسیده و بخشی از یک سایت میراث جهانی یونسکو محسوب می‌شود.

## تاریخچه
این پل در حدود همان زمانی ساخته شد که پل رومی دیگر شهر، یعنی پلی که از رود گوادیانا عبور می‌کند، احداث شد؛ یعنی در اواخر قرن اول پیش از میلاد، در دوران امپراتوری آگوستوس. این پل راه خروجی شمالی شهر را مشخص می‌کرد؛ جایی که برای ترک شهر باید از رود آلبارگاس عبور می‌کردند. این پل در امتداد «کاردو ماکسیموس» شهر رومی، یعنی یکی از دو خیابان اصلی آن، قرار داشت. از همین نقطه جاده‌ای مهم آغاز می‌شد که از اِمِریتا به آستوریکام می‌رفت و به نام «آب امریتا آستوریکام» (راه نقره) شناخته می‌شد و تا آستورگا امتداد داشت. همچنین، مسیر دیگری نیز از اینجا به سمت غرب و به سوی اُلیسیپو – همان لیسبون امروزی – کشیده می‌شد. این پل به موازات «آب‌قنات معجزه‌ها» (آکوئدوکتو د لس میلاگروس) در نزدیکی‌اش ساخته شده است.